# Сант'Изидоро (Каљари)
Сант'Изидоро је насеље у Италији у округу Каљари, региону Сардинија.
Према процени из 2011. у насељу је живело 84 становника. Насеље се налази на надморској висини од 45 м.